# Jerusalem (Roman)
Jerusalem ist der Titel eines zweibändigen Romans der schwedischen Schriftstellerin Selma Lagerlöf. Er erschien 1901 und 1902 und behandelt – ausgehend von einem realen Ereignis – das Schicksal einiger Bauern aus dem schwedischen Dalarna, die infolge eines religiösen Erweckungserlebnisses nach Jerusalem auswandern, um sich dort einer von amerikanischen Evangelikalen gegründeten Kolonie anzuschließen.

## Entstehungsgeschichte

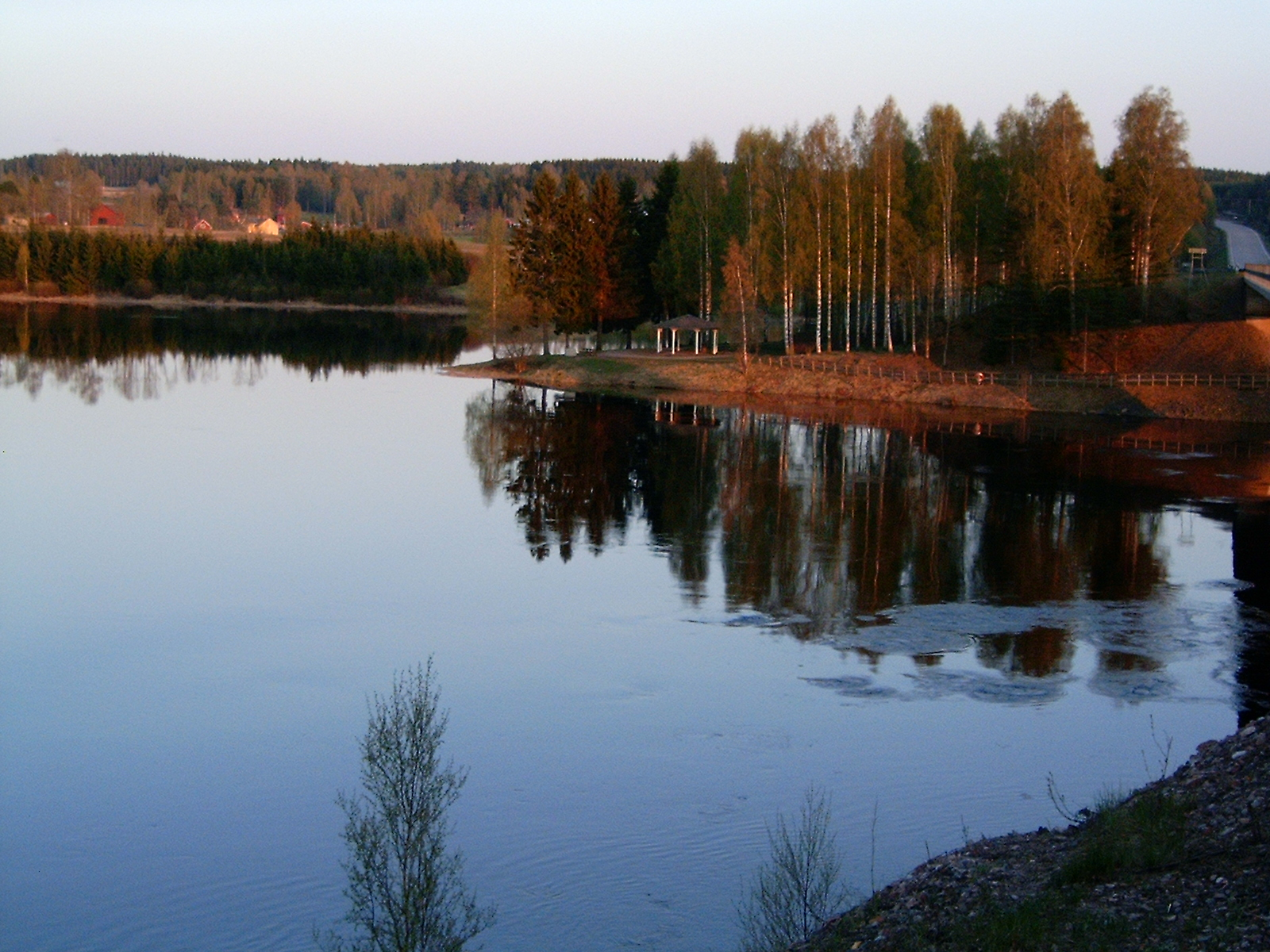
Vom Ufer des Dalälv…

1896 wurde eine Gruppe von Bauern aus der schwedischen Gemeinde Nås in Dalarna von einer religiösen Erweckung ergriffen, ihnen wurde gesagt, der Weltuntergang beginne im nächsten Jahr. Darauf wanderten 55 von ihnen unter Führung des Pastors Olof Henrik Larsson nach Jerusalem aus, um sich den Overcomers, einer amerikanischen evangelikalen Gruppe anzuschließen, die als „American Colony“ bekannt war.
Selma Lagerlöf erfuhr hiervon, als sie gerade an Die Wunder des Antichrist arbeitete. Sie erkannte das Potential, das in diesem Ereignis steckte, und beschloss, dies zum Gegenstand ihres nächsten Romans zu machen. Es traf sich günstig, dass Selma Lagerlöf seit 1897 in Falun, ganz in der Nähe von Nås, lebte. So konnte sie unschwer Studien für ihr Romanprojekt machen. Zudem reiste Selma Lagerlöf mit ihrer Freundin Sophie Elkan nach Palästina und Jerusalem, wo sie die Schauplätze des zweiten Bandes in Augenschein nahm und auch mit den ausgewanderten schwedischen Bauern sprach.
Auch das Einleitungskapitel des ersten Bandes, die schon früher geschriebene und nun in den Roman übernommene Erzählung Ingmarssönerna („Die Ingmarssöhne“), basiert auf einer wahren Begebenheit: Selma Lagerlöf hatte in der Zeitung von einem Mann gelesen, der seine Verlobte aus dem Gefängnis abgeholt hatte, obwohl diese das gemeinsame Kind umgebracht hatte.
Selma Lagerlöf widmete den Roman Sophie Elkan. 1901 erschien der erste Band von Jerusalem auf Schwedisch, bereits ein Jahr später auch auf Deutsch. Jerusalem wurde von den Kritikern einhellig gelobt und befestigte nach Gösta Berling endgültig Selma Lagerlöfs Ruf als einzigartige Schriftstellerin. In Deutschland wurde Jerusalem zum Grundstein für Selma Lagerlöfs Popularität.
1902 erschien auf Schwedisch der zweite Band von Jerusalem, ein Jahr später auch auf Deutsch. Die Aufnahme war diesmal nicht ganz so enthusiastisch wie beim ersten Band. Auch Selma Lagerlöf selbst war mit dem zweiten Band nicht ganz zufrieden und arbeitete ihn 1909 tiefgreifend um. Die heute verbreitete Fassung des zweiten Bandes ist die umgearbeitete Version von 1909.
Zu der Szene im ersten Band, in der Gertrud Storm im Wald Jesus Christus begegnet, wurde Selma Lagerlöf möglicherweise inspiriert durch ein berühmtes Gemälde von Albert Edelfelt, das die Begegnung Jesu mit Maria Magdalena in einem nordischen Birkenwald zeigt.

## Geschichtlicher Hintergrund
Der US-amerikanische Anwalt Horatio Spafford und seine Frau Anna erlitten den Tod ihres zweijährigen Sohnes, danach den wirtschaftlichen Ruin durch das Große Feuer von Chicago und schließlich den Tod aller vier Töchter bei einem Schiffsuntergang. Infolge dieser Ereignisse  schrieb Stafford das bekannte Kirchenlied It Is Well with My Soul. Als ihre Kirchgemeinde die Schicksalsschläge als „Strafe Gottes“ ansah, traten die Spaffords aus und emigrierten 1881 mit mehreren Gesinnungsgenossen nach Jerusalem, wo sie die christliche, der Wohltätigkeitsarbeit gewidmete „American Colony“ gründeten. Dieser schloss sich später 70 schwedischer Bauern an. Die „Colony“ spielte während und kurz nach dem Ersten Weltkrieg eine wichtige Rolle bei der Unterstützung der Einwohner durch Suppenküchen, Krankenhäuser, Waisenhäuser und andere wohltätige Einrichtungen. Das Innenleben der Gemeinschaft war jedoch autoritär, worunter vor allem die jungen Leute zu leiden hatten, so gab es entflohene Mitglieder und einen Selbstmord.

## Inhalt

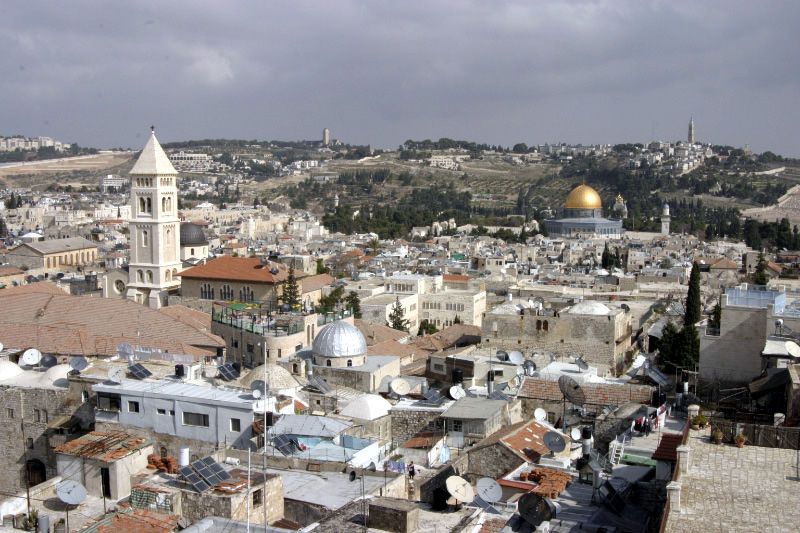
...nach Jerusalem: Der Weg der schwedischen Auswanderer

Der Roman spielt in einer namentlich nicht genannten Gemeinde in Dalarna sowie in Jerusalem Ende des 19. Jahrhunderts. Jerusalem behandelt zwei Handlungsstränge: Zum einen wird das Schicksal der Bauern geschildert, die nach Jerusalem auswandern. Zum andern handelt Jerusalem von dem Geschlecht der Ingmarssönerna, der „Ingmarssöhne“, der vornehmsten und angesehensten Bauernfamilie, die den größten und ältesten Bauernhof, Ingmarsgården (den „Ingmarshof“) bewirtschaften. Die beiden Handlungsstränge werden dadurch miteinander verknüpft, dass Karin Ingmarsdotter, die nach dem Tod ihres Vaters Ingmar Ingmarsson den Ingmarshof besitzt, zur Anführerin der Auswanderer wird. Ihr jüngerer Bruder Ingmar Ingmarsson, der eigentlich als Hoferbe vorgesehen ist, wird um seine Zukunft betrogen, als Karin Ingmarsdotter den Hof versteigern lässt, um Geld für die Reise nach Jerusalem zu bekommen. 
Schließlich bekommt Ingmar Ingmarsson den Ingmarshof doch noch, indem er Barbro Svensdotter heiratet, die Tochter desjenigen, der den Hof ersteigert hatte. Dies kann er freilich nur um den Preis, dass er seine Verlobte Gertrud Storm, die Tochter des Dorflehrers, im Stich lässt. Gertrud schließt sich den Auswanderern an und reist mit nach Jerusalem. Als sie dort in geistige Verwirrung gerät, fährt Ingmar Ingmarsson auf Wunsch von Barbro nach Jerusalem, um sich mit Gertrud zu versöhnen. Nachdem er die amerikanisch-schwedische Kolonie nach dem Muster der schwedischen Heimatgemeinde umorganisiert und allen Arbeit gegeben hat und damit die Kolonie vor dem Untergang gerettet hat, und nachdem Gertrud ihr Herz inzwischen einem anderen Mann zugewendet hat, fährt Ingmar mit Gertrud und deren Verlobtem zurück nach Schweden. Nach der Geburt ihres Sohnes Ingmar Ingmarsson finden schließlich auch Ingmar und Barbro in Liebe zueinander.

## Bedeutung
Jerusalem gilt als  eines der besten Werke von Selma Lagerlöf. Ihre Technik, einen längeren Roman aus einzelnen Kapiteln, die in sich abgeschlossene Episoden darstellen, zusammenzusetzen, feiert hier Triumphe. Das Einleitungskapitel des ersten Bandes, Ingmarssönerna, war ursprünglich eine eigenständige Novelle, bevor Selma Lagerlöf sie an die Spitze des Romans setzte. Jerusalem handelt vom althergebrachten schwedischen Bauerntum, wobei die Ingmarssöhne weniger eine realistische Schilderung schwedischer Großbauern (diese lebten bis ins 19. Jahrhundert nicht auf großen einsamen Höfen, sondern in Dörfern) als eher eine ins Mythische gesteigerte Allegorie des schwedischen Bauerntums darstellen. Zugleich schildert Jerusalem, wie die alte Ordnung mit der selbstverständlichen Autorität der lutherischen Staatskirche unter dem Ansturm der neuen Zeit ins Wanken gerät. Nicht umsonst heißt der Dorflehrer, der das Missionshaus baut und damit ungewollt die ganze religiöse Erweckungsbewegung auslöst, Storm (Sturm). Eindringlich werden die Folgen religiösen Eifers beschrieben, ohne dass freilich Selma Lagerlöf selbst eindeutig Stellung bezieht. Vor allem bestechen die ungeheuer intensive Gestaltung der menschlichen Schicksale und die farbige Beschreibung des Lebens sowohl in Dalarna als auch in Jerusalem. Letztlich geht es in Jerusalem, wie so oft bei Selma Lagerlöf, um den Triumph der Liebe.
Das Kapitel über die Versteigerung des Ingmarshofs verarbeitet Selma Lagerlöfs eigene traumatische Kindheitserfahrung, die Angst vor dem Verlust des Heims. Karin Ingmarsdotters Schicksal im ersten Band, als sie plötzlich gelähmt ist und später ebenso plötzlich wieder gehen kann, geht auf Selma Lagerlöfs eigene, in Mårbacka geschilderte, Kindheitserfahrung zurück, als sie nach einer Erkrankung zeitweise gelähmt war. Die segensreiche Wirkung der Arbeit, ebenfalls ein wichtiges Motiv bei Selma Lagerlöf und schon in Gösta Berling von entscheidender Bedeutung, spielt im zweiten Band eine wichtige Rolle, wenn Ingmar Ingmarsson die Kolonie dadurch rettet, dass er sie lehrt zu arbeiten. Außerdem ist Jerusalem neben Vilhelm Mobergs Auswandererepos einer der beiden großen Auswanderromane der schwedischen Literatur. Für die damalige Zeit bemerkenswert war auch, dass Selma Lagerlöf einfache Bauern zu den Helden eines Romans macht.

## Verfilmungen
Jerusalem wurde 1996 von dem dänischen Regisseur Bille August, das Drehbuch schrieb Klas Östergren, verfilmt. Bei dem Film, der in schwedischer Sprache gedreht wurde, handelt es sich um eine Gemeinschaftsproduktion der Länder Schweden, Dänemark, Norwegen, Finnland und Island. In Hauptrollen sind Ulf Friberg als „Ingmar“, Maria Bonnevie als „Gertrud“, Pernilla August als „Karin“, Lena Endre als „Barbro“ und Sven-Bertil Taube als „Helgum“ zu sehen. Spieldauer des Films ist 167 Minuten. Premiere des Films war am 6. September 1996.
Zuvor sind auf der Grundlage von Jerusalem insgesamt fünf Stummfilme gedreht worden, besonders bekannt darunter ist Die Ingmarssöhne vom schwedischen Filmpionier Victor Sjöström während der goldenen Ära des Schwedischen Films.

## Ausgaben
- Erstausgabe: Stockholm: Albert Bonniers förlag (1901–1902)

Es sind mehrere Übersetzungen aus dem Schwedischen angefertigt worden. Hier wird nach dem Übersetzer der Verlag und das Jahr der Erstveröffentlichung der Übersetzung angegeben.
- Pauline Klaiber-Gottschau (1855–1944) – München: Langen 1902 (Band 1) 1905–1906 (Band 1–2)

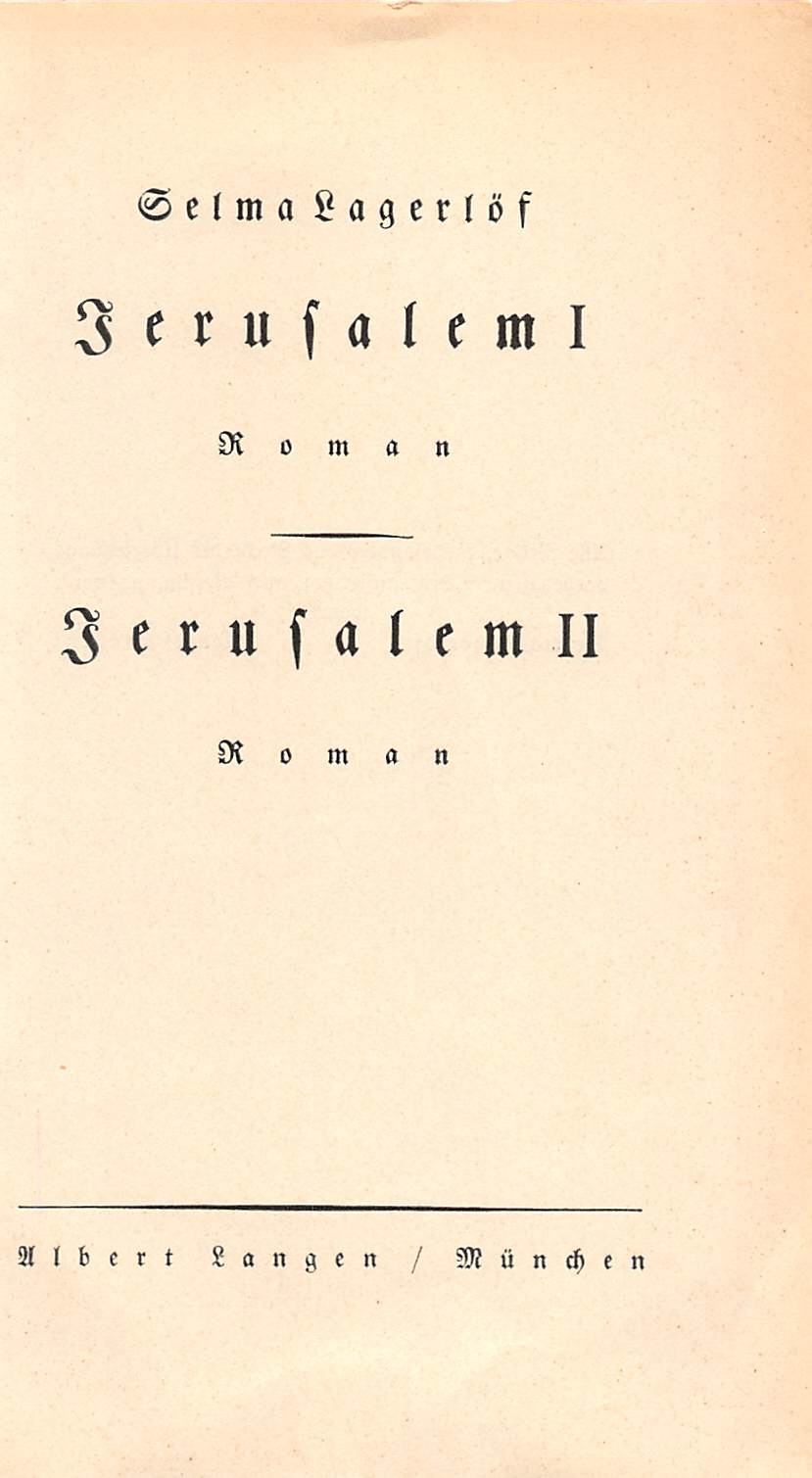
Titelblatt der Albert-Langen-Ausgabe 1905–1906 mit der Übersetzung von Pauline Klaiber-Gottschau

- Mathilde Mann (1859–1925) – Berlin: Globus Verlag (1912)
- Henny Bock-Neumann (1855–1942) – Halle a.S.: Hendel und Paalzow (1913)
- Ulrich Johannsen – Straßburg i. E.: Verlag von Josef Singer (1913)
- Kurt Begas – Berlin: Th. Knaur (1924)
- Pauline Klaiber-Gottschau und Sophie Angermann – München: Nymphenburger Verlagshandlung (1955)
- Holger Wolandt und Lotta Rüegger – Stuttgart: Urachhaus (2018)

## Weblink
- Der komplette Text von Jerusalem auf Schwedisch